# East Lexington
East Lexington – jednostka osadnicza w Stanach Zjednoczonych, w stanie Wirginia, w hrabstwie Rockbridge.